# Epilobium purpureum
Epilobium purpureum är en dunörtsväxtart som beskrevs av Fries.. Epilobium purpureum ingår i släktet dunörter, och familjen dunörtsväxter. Inga underarter finns listade i Catalogue of Life.